# Liste zoologischer Gärten und Aquarien in Asien
Die Liste zoologischer Gärten und Aquarien in Asien enthält Zoos und Schauaquarien auf dem asiatischen Kontinent, sortiert nach Ländern.

## Afghanistan
- Kabuler Zoo

## Armenien
- Zoo Jerewan, Jerewan

## Aserbaidschan
- Bakı şəhər heyvanat parkı, Baku

## Bangladesch
- Zoo Chittagong
- Nationalzoo von Bangladesch, Dhaka

## China (Volksrepublik)
- Chengdu Research Base of Giant Panda Breeding
- Chime-Long Ocean Kingdom in Zhuhai
- Edward Youde Aviary, Hongkong
- Ocean Park Hong Kong
- Zoologisch-Botanischer Garten Hongkong
- Zoo Peking
- Zoo Shanghai

## Georgien
- Zoo Tiflis

## Indien
- Kankaria Zoo (Kamla Nehru Zoological Garden), Ahmedabad
- Zoologischer Garten Alipur
- Arignar Anna Zoological Park
- Assam State Zoo, Guwahati
- Kanpur Zoological Park
- Madras Crocodile Bank Trust
- Mysore Zoo
- Nandankanan Zoological Park
- National Zoological Park Delhi
- Nehru Zoological Park
- Indira Gandhi Zoological Park
- Padmaja Naidu Himalayan Zoological Park
- Rajiv Gandhi Zoo
- Sakkarbaug Zoological Garden, Junagadh

## Indonesien
- Bali Bird Park
- Bonbin Surabaya
- Gembira Loka Zoo, Yogyakarta
- Jakarta Aquarium
- Ragunan Zoo, Jakarta
- Taman Safari I, Bogor
- Taman Safari II, Pasuruan
- Taman Safari III, Bali

## Iran
- Vogelgarten von Isfahan

## Israel
- Coral World Underwater Observatory
- Ramat Gan Safaripark
- Biblischer Zoo Jerusalem

## Japan
- Aquamarine Fukushima
- Aqua World
- Asahiyama Zoo
- Higashiyama Zoo and Botanical Gardens
- Iwatayama Monkey Park
- Izu-Shaboten-Zoo
- Kagoshima Aquarium
- Kamogawa Sea World
- Kaiyūkan
- Kōbe Ōji-Zoo
- Oita Marine Palace Aquarium
- Okinawa-Churaumi-Aquarium
- Sapporo-Maruyama-Zoo
- Takasakiyama Natural Zoological Garden
- Tama-Zoo
- Tennōji Zoo
- Ueno-Zoo
- Zoorasia

## Kambodscha
- Bayap Zoo
- Kampot Zoo
- Koh Kong Safari World
- Phnom Tamao Wildlife Rescue Centre

## Kasachstan
- Zoo Almaty

## Malaysia
- Kuala Lumpur Bird Park
- Kuala Lumpur Butterfly Park
- Lok Kawi Wildlife Park
- Nationalzoo von Malaysia

## Myanmar
- Rangun Zoo
- Zoologischer Garten Yadanabon, Mandalay

## Nepal
- Central Zoo, Lalitpur

## Nordkorea
- Korea Central Zoo

## Pakistan
- Karachi Zoo
- Lahore Zoo

## Philippinen
- Davao Crocodile Park
- Manila Ocean Park
- Manila Zoological and Botanical Garden

## Singapur
- Bird Paradise
- Jurong Bird Park
- Night Safari
- S.E.A. Aquarium (South East Asia Aquarium)
- Zoo Singapur

## Südkorea
- 63 Seaworld
- Busan Aquarium
- Busan Children’s Grand Park
- COEX Aquarium
- Daegu Dalseong Park
- Everland Zoo-topia
- Seoul Children’s Zoo
- Seoul Grand Park Zoo

## Thailand
- Chiang Mai Zoo
- Dusit-Zoo
- Khao Kheow Open Zoo
- Nakhon Ratchasima Zoo
- Pata Zoo
- Safari World
- Sea Life Bangkok Ocean World